# Temporada 2016-2017 del FC Barcelona (femení)
La temporada 2016-17 és la 29a en la història del Futbol Club Barcelona, i la 20a temporada del club en la màxima categoria del futbol espanyol.

## Desenvolupament de la temporada
L'equip guanya la seva cinquena Copa de la Reina en vèncer l'Atlètic de Madrid a la final per (1-4).
També guanya la setena Copa Catalunya contra l'Espanyol 5-0.
A la lliga queda en segona posició i s'assoleixen les semifinals de final de la Lliga de Campions per primer cop.

## Jugadores i cos tècnic

### Plantilla
La plantilla i el cos tècnic del primer equip per a l'actual temporada són els següents:
| N. | Pos. | Nac. | Jugador               |
| -- | ---- | --- | --------------------- |
| 1  | POR  | [[Fitxer:Flag of Catalonia.svg\|23x15px\|border \|alt=Catalunya\|link=Selecció de futbol de Catalunya\|{{#if:\|]]                                   | Laura Ràfols          |
| 2  | DEF  | [[Fitxer:Flag of the Basque Country.svg\|23x15px\|border \|alt=País Basc\|link=Selecció de futbol del País Basc\|{{#if:\|]]                         | Ane Bergara           |
| 3  | DEF  | [[Fitxer:Flag of the Valencian Community (2x3).svg\|23x15px\|border \|alt=País Valencià\|link=Selecció de futbol del País Valencià\|{{#if:\|]]      | Ruth García           |
| 4  | DEF  | [[Fitxer:Flag of Spain.svg\|23x15px\|border \|alt=Espanya\|link=Selecció de futbol d'Espanya\|{{#if:\|]]                                            | Marta Unzué           |
| 5  | DEF  | [[Fitxer:Flag of Spain.svg\|23x15px\|border \|alt=Espanya\|link=Selecció de futbol d'Espanya\|{{#if:\|]]                                            | Melanie Serrano       |
| 6  | DEF  | [[Fitxer:Flag of Denmark.svg\|23x15px\|border \|alt=Dinamarca\|link=Selecció de futbol de Dinamarca\|{{#if:\|]]                                     | Line Røddik           |
| 7  | MIG  | [[Fitxer:Flag of the Valencian Community (2x3).svg\|23x15px\|border \|alt=País Valencià\|link=Selecció de futbol del País Valencià\|{{#if:\|]]      | Gemma Gili            |
| 8  | MIG  | [[Fitxer:Flag of Catalonia.svg\|23x15px\|border \|alt=Catalunya\|link=Selecció de futbol de Catalunya\|{{#if:\|]]                                   | Miriam Diéguez de Oña |
| 9  | MIG  | [[Fitxer:Flag of the Balearic Islands.svg\|23x15px\|border \|alt=Illes Balears\|link=Selecció de futbol de les Illes Balears\|{{#if:\|]]            | Mariona Caldentey     |
| 10 | DAV  | [[Fitxer:Flag of the Community of Madrid.svg\|23x15px\|border \|alt=Comunitat de Madrid\|link=Selecció de futbol de Comunitat de Madrid\|{{#if:\|]] | Jennifer Hermoso      |
| 11 | DAV  | [[Fitxer:Flag of Catalonia.svg\|23x15px\|border \|alt=Catalunya\|link=Selecció de futbol de Catalunya\|{{#if:\|]]                                   | Alexia Putellas       |
| 12 | MIG  | [[Fitxer:Flag of the Balearic Islands.svg\|23x15px\|border \|alt=Illes Balears\|link=Selecció de futbol de les Illes Balears\|{{#if:\|]]            | Patricia Guijarro     |
| 13 | POR  | [[Fitxer:Flag of the Valencian Community (2x3).svg\|23x15px\|border \|alt=País Valencià\|link=Selecció de futbol del País Valencià\|{{#if:\|]]      | Sandra Paños          |

| N. | Pos. | Nac. | Jugador          |
| -- | ---- | --- | ---------------- |
| 14 | MIG  | [[Fitxer:Flag of Spain.svg\|23x15px\|border \|alt=Espanya\|link=Selecció de futbol d'Espanya\|{{#if:\|]]                         | Sandra Hernández |
| 15 | DEF  | [[Fitxer:Flag of Catalonia.svg\|23x15px\|border \|alt=Catalunya\|link=Selecció de futbol de Catalunya\|{{#if:\|]]                | Leila Ouahabi    |
| 16 | MIG  | [[Fitxer:Flag of England.svg\|23x15px\|border \|alt=Anglaterra\|link=Selecció de futbol d'Anglaterra\|{{#if:\|]]                 | Vicky Losada     |
| 17 | MIG  | [[Fitxer:Flag of Spain.svg\|23x15px\|border \|alt=Espanya\|link=Selecció de futbol d'Espanya\|{{#if:\|]]                         | Irene del Río    |
| 18 | DEF  | [[Fitxer:Flag of Catalonia.svg\|23x15px\|border \|alt=Catalunya\|link=Selecció de futbol de Catalunya\|{{#if:\|]]                | Marta Torrejón   |
| 19 | DAV  | [[Fitxer:Flag of Spain.svg\|23x15px\|border \|alt=Espanya\|link=Selecció de futbol d'Espanya\|{{#if:\|]]                         | Bárbara Latorre  |
| 20 | DAV  | [[Fitxer:Flag of Catalonia.svg\|23x15px\|border \|alt=Catalunya\|link=Selecció de futbol de Catalunya\|{{#if:\|]]                | Olga García      |
| 21 | DAV  | [[Fitxer:Flag of Côte d'Ivoire.svg\|23x15px\|border \|alt=Costa d'Ivori\|link=Selecció de futbol de la Costa d'Ivori\|{{#if:\|]] | Ange N'Guessan   |
| 22 | DAV  | [[Fitxer:Flag of Brazil.svg\|23x15px\|border \|alt=Brasil\|link=Selecció de futbol del Brasil\|{{#if:\|]]                        | Andressa Alves   |
| 23 | DEF  | [[Fitxer:Flag of the Basque Country.svg\|23x15px\|border \|alt=País Basc\|link=Selecció de futbol del País Basc\|{{#if:\|]]      | Leire Landa      |
| 24 | MIG  | [[Fitxer:Flag of Catalonia.svg\|23x15px\|border \|alt=Catalunya\|link=Selecció de futbol de Catalunya\|{{#if:\|]]                | Aitana Bonmatí   |
| 25 | POR  | [[Fitxer:Flag of Catalonia.svg\|23x15px\|border \|alt=Catalunya\|link=Selecció de futbol de Catalunya\|{{#if:\|]]                | Andrea Giménez   |

#### Altes
Line Røddik, Leila Ouahabi, Ange N'Guessan, Andressa Alves, Aitana Bonmatí i Andrea Giménez.

#### Baixes
Esther Romero, Cristina Baudet, Núria Garrote i Andrea Falcón.

### Cos tècnic 2016-17
- Entrenador:  Xavi Llorens

## Partits
Victòria       Empat       Derrota

### Copa Catalunya
| 26 d'agost de 2016 | FC Barcelona (femení) | 20-0 | Pontenc CE | Mollet del Vallès, Catalunya                                                |  |
| Semifinals         | Olga Garcia (1-0, 11’; 5-0, 28’; 6-0, 39’), Mariona Caldentey (2-0, 15’; 7-0, 42’), Alèxia Putellas (3-0, 20’; 4-0, 26’; 14-0, 68’), Leila Ouahabi (8-0, 48’), Line Roddick (9-0, 52’), Bárbara Latorre (10-0, 55’; 12-0, 61’), Jenni Hermoso (11-0, 58’; 16-0, 76’; 18-0, 83’; 20-0, 87’), Irene del Rio (15-0, 72’; 16-0, 74’) Ane Bergara (13-0, 63’), Aitana Bonmatí (17-0, 82’). |      |            | Municipal dels Germans Gonzalvo Catalunya · Cecilia Muñoz Di Giovambattis · |  |

| 28 d'agost de 2016 | FC Barcelona (femení) | 6-0 | Reial Club Deportiu Espanyol de Barcelona | Mollet del Vallès, Catalunya                                       |  |
| Final              | Jennifer Hermoso (1-0, 13’); Marta Torrejón (2-0, 55’); Alèxia Putellas (3-0, 64’); Aitana Bonmatí (68’); Olga Garcia (74’); Mariona Caldentey (89’). |     |                                           | Municipal dels Germans Gonzalvo Catalunya · Paula Líndez Ciurana · |  |

### Lliga
| 4 de setembre de 2016 | UD Granadilla | 0-4 | FC Barcelona (femení)                                                          | El Médano, Illes Canàries                       |  |
| Jornada 1             |               |     | 0-1 Jenni 46', 0-2 Olga García 51', 0-3 Olga García 59', 0-4 Irene del Río 88' | La Hoya del Pozo Illes Canàries · Negrín Díaz · |  |

| 11 de setembre de 2016 | FC Barcelona (femení)                                                                           | 6-0 | Santa Teresa CD | Sant Joan Despí, Catalunya                                     |  |
| Jornada 2              | 1-0 Alexia 15', 2-0 Jenni 18', 3-0 Unzué 28', 4-0 Olga García 29', 5-0 Jenni 46', 6-0 Unzué 66' |     |                 | Ciutat Esportiva Joan Gamper Camp 7 Catalunya · Sánchez Rico · |  |

| 25 de setembre de 2016 | FC Barcelona (femení)               | 2-0 | Reial Societat (femení) | Sant Joan Despí, Catalunya                                  |  |
| Jornada 3              | 1-0 Alexia 57', 2-0 Olga García 80' |     |                         | Ciutat Esportiva Joan Gamper Catalunya · Iván Muñoz Pérez · |  |

| 2 d'octubre de 2016 | Rayo Vallecano (femení) | 0-4 | FC Barcelona (femení)                                             | Majadahonda, Comunitat de Madrid                                              |  |
| Jornada 4           |                         |     | 0-1 Alexia 40', 0-2 Alexia 46', 0-3 Alexia 60', 0-4 Ange Koko 81' | Ciudad Deportiva Fundación Rayo Vallecano Comunitat de Madrid · Cid Camacho · |  |

| 9 d'octubre de 2016 | FC Barcelona (femení)                             | 3-0 | Zaragoza Club de Fútbol Femenino | Barcelona, Catalunya                     |  |
| Jornada 5           | 1-0 Jenni 82' (p.), 2-0 Alexia 87', 3-0 Jenni 91' |     |                                  | Mini Estadi Catalunya · Bosch Doménech · |  |

| 2 de novembre de 2016 | RCD Espanyol (femení) | 1-6 | FC Barcelona (femení)                                                                      | Sant Adrià del Besòs, Catalunya                               |  |
| Jornada 6             | 1-2 Brenda 34'        |     | 0-1 Gemma 16', 0-2 Jenni 18', 1-3 Jenni 40', 1-4 Gemma 48', 1-5 Jenni 52', 1-6 Bárbara 66' | Ciutat Esportiva de Sant Adrià Catalunya · Navarro Collados · |  |

| 15 d'octubre de 2016 | FC Barcelona (femení) | 7-0 | Fundación Albacete | Barcelona, Catalunya                       |  |
| Jornada 7            | 1-0 Olga García 19', 2-0 Olga García 20', 3-0 Sandra 22', 4-0 Olga García 45', 5-0 Alexia 62', 6-0 Jenni 68' (p.), 7-0 Jenni 81' |     |                    | Mini Estadi, Catalunya · Escriche Guzmán · |  |

| 30 d'octubre de 2016 | Sporting Club de Huelva | 0-1 | FC Barcelona (femení)   | Huelva, Andalusia                      |  |
| Jornada 8            |                         |     | 0-1 Melanie Serrano 83' | La Orden Andalusia · Hernández Maeso · |  |

| 6 de novembre de 2016 | FC Barcelona (femení)                                   | 3-0 | UD Tacuense | Sant Joan Despí, Catalunya                                      |  |
| Jornada 9             | 1-0 Alexia 29' (p.), 2-0 Ange Koko 64', 3-0 Bárbara 76' |     |             | Ciutat Esportiva Joan Gamper Camp 7 Catalunya · Sureda Cuenca · |  |

| 13 de novembre de 2016 | Real Betis Balompié (femení) | 1-1 | FC Barcelona (femení) | Sevilla, Andalusia                                              |  |
| Jornada 10             | 1-1 Paula Moreno 78'         |     | 0-1 Olga García 13'   | Ciudad Deportiva Luis del Sol Andalusia · Manuel García Gómez · |  |

| 16 de novembre de 2016 | FC Barcelona (femení)                    | 2-1 | Athletic Club de Bilbao (femení) | Sant Joan Despí, Catalunya                               |  |
| Jornada 11             | 1-0 Vicky Losada 17', 2-1 Jenni 72' (p.) |     | 1-1 Erika Vázquez 26' (p.)       | Ciutat Esportiva Joan Gamper Catalunya · Monter Solans · |  |

| 3 de desembre de 2016 | Oiartzun KE | 0-1 | FC Barcelona (femení) | Oiartzun, Espanya                       |  |
| Jornada 12            |             |     | 0-1 Jenni 26'         | Karla Lekuona País Basc · Iosu Galech · |  |

| 7 de desembre de 2016 | FC Barcelona (femení) | 1-1 | València Fèmines Club de Futbol | Sant Joan Despí, Catalunya                                 |  |
| Jornada 13            | 1-0 Andressa Alves 3' |     | 1-1 Mari Paz 75'                | Ciutat Esportiva Joan Gamper Camp 7 Catalunya · Leo Ollo · |  |

| 11 de desembre de 2017 | Atlético de Madrid (femení)           | 2-1 | FC Barcelona (femení)  | Madrid, Comunitat de Madrid                           |  |
| Jornada 14             | 1-0 Marta Corredera 27', 2-0 Soni 38' |     | 2-1 Andressa Alves 62' | Vicente Calderón Comunitat de Madrid · Alemán Pérez · |  |

| 8 de gener de 2017 | FC Barcelona (femení)                                                     | 4-0 | Llevant Unió Esportiva (femení) | Barcelona, Catalunya                                  |  |
| Jornada 15         | 1-0 Andressa Alves 11', 2-0 Bárbara 70', 3-0 Jenni 74', 4-0 Ange Koko 76' |     |                                 | Mini Estadi Catalunya · Alexander González González · |  |

| 15 de gener de 2017 | FC Barcelona (femení)                              | 3-0 | UD Granadilla | Sant Joan Despí, Catalunya                                  |  |
| Jornada 16          | 1-0 Vicky Losada 18', 2-0 Jenni 30', 3-0 Jenni 39' |     |               | Ciutat Esportiva Joan Gamper Catalunya · Sebastián Ripoll · |  |

| 28 de gener de 2017 | Santa Teresa Club Deportivo  | 2-0 | FC Barcelona (femení) | Badajoz, Extremadura                     |  |
| Jornada 17          | 1-0 Maddi 26', 2-0 Chica 78' |     |                       | El Vivero Extremadura · Milla Alvéndiz · |  |

| 11 de febrer de 2017 | Reial Societat (femení) | 0-3 | FC Barcelona (femení)                                      | Zubieta, País Basc                                 |  |
| Jornada 18           |                         |     | 0-1 Jenni 41', 0-2 Andressa Alves 58', 0-3 Olga García 87' | Instal·lacions de Zubieta País Basc · Usón Rosel · |  |

| 19 de febrer de 2017 | FC Barcelona (femení)                                         | 3-0 | Rayo Vallecano (femení) | Sant Joan Despí, Catalunya                                        |  |
| Jornada 19           | 1-0 Patri Guijarro 34', 2-0 Andressa Alves 88', 3-0 Unzué 91' |     |                         | Ciutat Esportiva Joan Gamper Catalunya · Santiago Varón Aceitón · |  |

| 25 de febrer de 2017 | Zaragoza Club de Fútbol Femenino | 0-6 | FC Barcelona (femení)                                                                                           | Saragossa, Aragó                        |  |
| Jornada 20           |                                  |     | 0-1 Mariona 41' (p.), 0-2 Olga García 57', 0-3 Bárbara 74', 0-4 Gemma 80', 0-5 Gemma 85', 0-6 Irene del Río 86' | Pedro Sancho Aragó · Gómez Landazabal · |  |

| 11 de març de 2017 | FC Barcelona (femení)                                                                       | 5-0 | Reial Club Deportiu Espanyol de Barcelona | Barcelona, Catalunya                     |  |
| Jornada 21         | 1-0 Andressa Alves 40', 2-0 Jenni 44', 3-0 Vicky Losada 52', 4-0 Jenni 59', 5-0 Bárbara 68' |     |                                           | Mini Estadi Catalunya · Herrero Arenas · |  |

| 18 de març de 2017 | Fundación Albacete | 0-2 | FC Barcelona (femení)        | Albacete, Castella - la Manxa                                          |  |
| Jornada 22         |                    |     | 0-1 Jenni 38'; 0-2 Jenni 91' | Ciudad Deportiva Andrés Iniesta Castella - la Manxa · Campos Salinas · |  |

| 26 de març de 2017 | FC Barcelona (femení)                                                                            | 5-1 | Sporting Huelva | Sant Joan Despí, Catalunya                                |  |
| Jornada 23         | 1-0 Olga García 8', 2-0 Mariona 19', 3-0 Patri Guijarro 32', 4-0 Vicky Losada 47', 5-1 Jenni 92' |     | 4-1 Anita 63'   | Ciutat Esportiva Joan Gamper Catalunya · Miralles Selma · |  |

| 2 d'abril de 2017 | UD Tacuense        | 1-2 | FC Barcelona (femení)        | San Cristóbal de La Laguna, Illes Canàries    |  |
| Jornada 24        | 1-1 Tania 58' (p.) |     | 0-1 Jenni 12', 1-2 Jenni 63' | Pablos Abril Illes Canàries · Gálvez Rascón · |  |

| 16 d'abril de 2017 | FC Barcelona (femení)                         | 3-0 | Real Betis Balompié (femení) | Sant Joan Despí, Catalunya                                         |  |
| Jornada 25         | 1-0 Jenni 28', 2-0 Alexia 44', 3-0 Alexia 70' |     |                              | Ciutat Esportiva Joan Gamper Camp 7 Catalunya · Navarro Collados · |  |

| 23 d'abril de 2017 | Athletic Club de Bilbao (femení) | 0-4 | FC Barcelona (femení)                                                 | Lezama, País Basc                                 |  |
| Jornada 26         |                                  |     | 0-1 Jenni 45', 0-2 Jenni 57' (p.), 0-3 Jenni 65', 0-4 Olga García 90' | Instal·lacions de Lezama País Basc · López Toca · |  |

| 2 de maig de 2017 | FC Barcelona (femení) | 13-0 | Oiartzun KE | Sant Joan Despí, Catalunya                                               |  |
| Jornada 27        | 1-0 Mariona 11', 2-0 Jenni 16', 3-0 Jenni 20', 4-0 Jenni 28', 5-0 Aitana 32', 6-0 Aitana 37', 7-0 Jenni 43', 8-0 Andressa Alves 55', 9-0 Olga García 60', 10-0 Jenni 61', 11-0 Olga García 68', 12-0 Jenni 74', 13-0 Bárbara 80' |      |             | Ciutat Esportiva Joan Gamper Camp 7 Catalunya · María Dolores Martínez · |  |

| 6 de maig de 2017 | València Fèmines Club de Futbol | 0-1 | FC Barcelona (femení) | Paterna, Comunitat Valenciana                                  |  |
| Jornada 28        |                                 |     | 0-1 Unzué 58'         | Estadi Antonio Puchades Comunitat Valenciana · Collado López · |  |

| 13 de maig de 2017 | FC Barcelona (femení) | 1-1 | Atlético de Madrid (femení) | Barcelona, Catalunya                   |  |
| Jornada 29         | 1-1 Jenni 68'         |     | 0-1 Soni 59' (p.)           | Mini Estadi Catalunya · Pérez Peraza · |  |

| 20 de maig de 2017 | Llevant Unió Esportiva (femení) | 2-1 | FC Barcelona (femení) | València, Comunitat Valenciana                          |  |
| Jornada 30         | 1-1 Nagore 25', 2-1 Prim 62'    |     | 0-1 Jenni 9'          | El Terrer Comunitat Valenciana · Rafael Sánchez López · |  |

### Lliga de Campiones
| 6 d'octubre de 2016 | Futbol'ny Klub Minsk (femení) | 0-3 | FC Barcelona (femení)                             | Minsk, Belarús                                  |  |
| 1/16 anada          |                               |     | 0-1 Hermoso 5', 0-2 Torrejón 32', 0-3 Hermoso 91' | FC Minsk Stadium Belarús · Florence Guillemin · |  |

| 12 d'octubre de 2016 | FC Barcelona (femení)                        | 2-1 | Futbol'ny Klub Minsk (femení) | Barcelona, Catalunya                        |  |
| 1/16 tornada         | 1-1 Hermoso 61' (p.), 1-2 Andressa Alves 75' |     | 1-0 Ogbiagbevha 51'           | Mini Estadi Catalunya · Dimitrina Milkova · |  |

| 9 de novembre de 2016 | FC Barcelona (femení) | 1-0 | FC Twente (femení) | Barcelona, Catalunya                        |  |
| 1/8 anada             | 1-0 Hermoso 10'       |     |                    | Mini Estadi Catalunya · Bibiana Steinhaus · |  |

| 16 de novembre de 2016 | FC Twente (femení) | 0-4 | FC Barcelona (femení)                                                       | Enschede, Països Baixos                            |  |
| 1/8 tornada            |                    |     | 0-1 Torrejón 18', 0-2 Andressa Alves 37', 0-3 Latorre 79', 0-4 Nguessan 86' | FC Twente Stadion Països Baixos · Efthalia Mitsi · |  |

| 22 de març de 2017 | FC Rosengård | 0-1 | FC Barcelona (femení) | Malmö, Suècia                                    |  |
| 1/4 anada          |              |     | 0-1 Leila (45'+2)     | Malmö Idrottsplats Suècia · Stéphanie Frappart · |  |

| 29 de març de 2017 | FC Barcelona (femení)                | 2-0 | FC Rosengård | Barcelona, Catalunya                      |  |
| 1/4 tornada        | 1-0 Hermoso (52'), 2-0 Mariona (94') |     |              | Mini Estadi Catalunya · Kateryna Monzul · |  |

| 22 d'abril de 2017 | FC Barcelona (femení) | 1-3 | Paris Saint-Germain Football Club Féminines          | Barcelona, Catalunya                    |  |
| Semifinals anada   | 1-3 Latorre 89'       |     | 1-0 Delie 26', 2-0 Cristiane 36', 3-0 Cruz Traña 53' | Mini Estadi Catalunya · Teodora Albon · |  |

| 29 d'abril de 2017 | Paris Saint-Germain Football Club Féminines | 2-0 | FC Barcelona (femení) | París, França                             |  |
| Semifinals tornada | 1-0 Delannoy 55'(p.), 2-0 Diéguez 61' (pp.) |     |                       | Parc des Princes França · Jana Adámková · |  |

### Copa de la Reina
| 3 de juny de 2017 | FC Barcelona (femení) | 1-0 | Reial Societat (femení) | San Sebastián de los Reyes, Comunitat de Madrid |  |
| 1/4 final         | 1-0 Bárbara 101'      |     |                         | Matapiñonera, Madrid · Contreras Patiño ·       |  |

| 16 de juny de 2017 | FC Barcelona (femení)               | 2-0   | València Fèmines Club de Futbol | Las Rozas de Madrid                                    |  |
| Semifinals         | 1-0 Gemma 20', 2-0 Vicky Losada 27' | [ 4 ] | 2-1 Mari Paz 94'                | Ciudad del Fútbol, Comunidad de Madrid · Ortiz Arias · |  |

| 18 de juny de 2017 | Atlético de Madrid (femení) | 1-4   | FC Barcelona (femení)                                        | Las Rozas de Madrid                                       |  |
| Final              | 1-2 Soni 57'                | [ 5 ] | 0-1 Jenni 42', 0-2 Jenni 49', 1-3 Alexia 70', 1-4 Aitana 83' | Ciudad del Fútbol Comunitat de Madrid · Hernández Maeso · |  |